# Mikkel Damsgaard
Mikkel Krogh Damsgaard (Jyllinge, Selandia, 3 de julio de 2000) es un futbolista danés que juega de centrocampista en el Brentford F. C. de la Premier League de Inglaterra.

## Trayectoria
Damsgaard comenzó su carrera deportiva en el F. C. Nordsjælland de la Superliga de Dinamarca. Hizo su debut como profesional el 27 de septiembre de 2017, en un partido de la Copa de Dinamarca frente al Vejgaard BK.
En la Superliga danesa debutó el 26 de noviembre de 2017, en un partido frente al AC Horsens.

### Sampdoria
El 6 de febrero de 2020 fichó por la U. C. Sampdoria de la Serie A italiana, en un traspaso aproximado de 6,7 millones de euros. El 17 de octubre de 2020 marcó su primer gol en la Serie A, en la victoria de su club por 3-0 frente a la S. S. Lazio.
Después de dos años en el fútbol italiano, el 10 de agosto de 2022 fue traspasado al Brentford F. C., equipo con el que firmó un contrato por cinco temporadas.

## Selección nacional
Fue internacional sub-18, sub-19 y sub-21 con la selección de fútbol de Dinamarca, antes de debutar con la selección absoluta el 11 de noviembre de 2020, en un partido amistoso frente a la selección de fútbol de Suecia. En su segundo encuentro anotó sus primeros dos goles con la selección en un triunfo por 8-0 ante Moldavia válido para la clasificación para el Mundial de 2022.
Participó en la Eurocopa 2020. En las semifinales ante Inglaterra puso por delante a Dinamarca en el marcador con un gol de falta, sin embargo, serían los ingleses quienes se clasificarían para la final tras vencer en la prórroga.

### Participaciones en Copas del Mundo
| Mundial                        | Sede  | Resultados   | Partidos | Goles |
| ------------------------------ | ----- | ------------ | -------- | ----- |
| Copa Mundial de Fútbol de 2022 | Catar | Primera fase | 3        | 0     |

### Participaciones en Eurocopas
| Copa          | Sede     | Resultado        | Partidos | Goles |
| ------------- | -------- | ---------------- | -------- | ----- |
| Eurocopa 2020 | Europa   | Semifinal        | 5        | 2     |
| Eurocopa 2024 | Alemania | Octavos de final | 1        | 0     |

## Estadísticas

### Clubes
Actualizado al último partido disputado el 25 de mayo de 2025.
| Club                         | Div.          | Temporada     | Liga  | Liga  | Copas nacionales | Copas nacionales | Copas internacionales | Copas internacionales | Total | Total | Media goleadora |
| Club                         | Div.          | Temporada     | Part. | Goles | Part.            | Goles            | Part.                 | Goles                 | Part. | Goles | Media goleadora |
| ---------------------------- | ------------- | ------------- | ----- | ----- | ---------------- | ---------------- | --------------------- | --------------------- | ----- | ----- | --------------- |
| F. C. Nordsjælland Dinamarca | 1.ª           | 2017-18       | 17    | 1     | 1                | 0                | 0                     | 0                     | 18    | 1     | 0.06            |
| F. C. Nordsjælland Dinamarca | 1.ª           | 2018-19       | 32    | 1     | 1                | 0                | 6                     | 0                     | 39    | 1     | 0.03            |
| F. C. Nordsjælland Dinamarca | 1.ª           | 2019-20       | 35    | 11    | 1                | 0                | ―                     | ―                     | 36    | 11    | 0.31            |
| F. C. Nordsjælland Dinamarca | Total club    | Total club    | 84    | 13    | 3                | 0                | 6                     | 0                     | 93    | 13    | 0.14            |
| U. C. Sampdoria · Italia     | 1.ª           | 2020-21       | 35    | 2     | 2                | 0                | ―                     | ―                     | 37    | 2     | 0.05            |
| U. C. Sampdoria · Italia     | 1.ª           | 2021-22       | 11    | 0     | 1                | 0                | ―                     | ―                     | 12    | 0     | 0               |
| U. C. Sampdoria · Italia     | Total club    | Total club    | 46    | 2     | 3                | 0                | 0                     | 0                     | 49    | 2     | 0.04            |
| Brentford F. C. Inglaterra   | 1.ª           | 2022-23       | 26    | 0     | 3                | 0                | ―                     | ―                     | 29    | 0     | 0               |
| Brentford F. C. Inglaterra   | 1.ª           | 2023-24       | 23    | 0     | 2                | 0                | ―                     | ―                     | 25    | 0     | 0               |
| Brentford F. C. Inglaterra   | 1.ª           | 2024-25       | 38    | 2     | 5                | 1                | ―                     | ―                     | 43    | 3     | 0.07            |
| Brentford F. C. Inglaterra   | Total club    | Total club    | 87    | 2     | 10               | 1                | 0                     | 0                     | 97    | 3     | 0.03            |
| Total carrera                | Total carrera | Total carrera | 217   | 17    | 16               | 1                | 6                     | 0                     | 239   | 18    | 0.08            |